# Liste der Baudenkmäler im Stadtteil Münster-Altstadt
Die Liste der Baudenkmäler im Stadtteil Münster-Altstadt enthält die denkmalgeschützten Bauwerke auf dem Gebiet von Münster-Altstadt in Nordrhein-Westfalen (Stand: 30. Juni 2015). Diese Baudenkmäler sind in der Denkmalliste der Stadt Münster eingetragen; Grundlage für die Aufnahme ist das Denkmalschutzgesetz Nordrhein-Westfalen (DSchG NRW).

## Denkmäler
Einige Denkmäler müssen noch aus der Liste der Baudenkmäler im Stadtteil Münster-Innenstadtring hierher übertragen werden.

### Straßen mit A
| Bild                                | Bezeichnung                         | Lage                          | Beschreibung | Bauzeit   | Eingetragen seit | Denkmal- nummer |
| ----------------------------------- | ----------------------------------- | ----------------------------- | --- | --------- | ---------------- | --------------- |
| weitere Bilder                      | St. Aegidii                         | Aegidiikirchplatz 1 Karte     | St. Aegidii, meist Aegidiikirche genannt, ist eine römisch-katholische Kirche. Ursprünglich Kapuzinerkirche, übernahm sie nach dem Abriss der alten Aegidii-Pfarrkirche deren Funktion und das Ägidius-Patrozinium. Die von Johann Conrad Schlaun in den Jahren 1724 bis 1728 erneuerte Klosterkirche hat die Bombardierungen von Münsters Innenstadt im Zweiten Weltkrieg relativ unbeschädigt überstanden. | 1725–1727 |                  |                 |
| weitere Bilder                      | Wohnhaus                            | Aegidiistraße 39 Karte        | Wohnhaus | um 1905   |                  |                 |
| weitere Bilder                      | Dreizehnerdenkmal                   | Aegidiitor                    | Eintrag siehe: Promenade; Ehrenmal des Infanterieregiments 13 | 1925      |                  |                 |
| Miet- und Geschäftshaus             | Miet- und Geschäftshaus             | Alter Fischmarkt 1 Karte      | Miet- und Geschäftshaus | 1901      |                  |                 |
| Wohn- und Geschäftshaus             | Wohn- und Geschäftshaus             | Alter Fischmarkt 26 Karte     | Wohn- und Geschäftshaus – „Schwarzes Schaf“ | 1751      |                  |                 |
| Geschäftshaus                       | Geschäftshaus                       | Alter Steinweg 6 Karte        | Geschäftshaus – „Haus der Niederlande“ |           |                  |                 |
| weitere Bilder                      | Ehemaliges Krameramtshaus           | Alter Steinweg 7 Karte        | Das als Krameramtshaus bekannte Gebäude existiert seit 1589 und war Versammlungsort und Warenlager der Kramergilde. Während der Verhandlungen des Westfälischen Friedens, der neben dem Dreißigjährigen Krieg auch den Achtzigjährigen Krieg der Niederländer um ihre Unabhängigkeit von den Spaniern beendete, diente es den niederländischen Gesandten als Unterkunft. | 1589      |                  |                 |
| Kiffe-Pavillon                      | Kiffe-Pavillon                      | Alter Steinweg 15/16 Karte    | Ein erhaltener Verkaufs-Pavillon aus den 1950er-Jahren | 1953–1955 |                  |                 |
| Wohn- und Geschäftshaus             | Wohn- und Geschäftshaus             | Alter Steinweg 25 Karte       | Wohn- und Geschäftshaus | 1886      |                  |                 |
| Pelsterhaus                         | Pelsterhaus                         | Alter Steinweg 48 Karte       | Geschäftshaus – heute Teil des Geschäftshauses Salzstraße 3–4 | ca. 1924  |                  |                 |
| Ehemalige Marks-Haindorf-Stiftung   | Ehemalige Marks-Haindorf-Stiftung   | Am Kanonengraben 4 Karte      | Das Schulhaus, bzw. Seminargebäude „Am Kanonengraben“ hat den Zweiten Weltkrieg und den antisemitischen Terror überstanden, eine Informationstafel erinnert an die Stiftung. Von 1949 bis zum Neubau der Münsteraner Synagoge 1960 befand sich im Gebäude das jüdische Gemeindezentrum. | 1884/1885 |                  |                 |
| weitere Bilder                      | Wohnhaus                            | Am Kanonengraben 11 Karte     | Wohnhaus | 1908      |                  |                 |
| Denkmal Annette von Droste-Hülshoff | Denkmal Annette von Droste-Hülshoff | Am Kreuztor Karte             | Denkmal, siehe Promenade | 1896      |                  |                 |
| Denkmal Julius Otto Grimm           | Denkmal Julius Otto Grimm           | Am Kreuztor                   | Denkmal, siehe Promenade | 1905      |                  |                 |
| weitere Bilder                      | Reste der Stadtmauer                | Altstadt Am Stadtgraben       | Reste der Stadtmauer und des Neuwerkes |           |                  |                 |
| Haus Flithoff                       | Haus Flithoff                       | An der Clemenskirche 8 Karte  | Wohnhaus | 1913      |                  |                 |
| weitere Bilder                      | St. Clemens                         | An der Clemenskirche 11 Karte | Mit ihrer Außenarchitektur im Stil des Barock gilt die Clemenskirche als der bedeutendste barocke Kirchenbau in Norddeutschland. Im Inneren herrschen dagegen Stilelemente des Rokoko vor. Charakteristisch für die Clemenskirche ist die Form eines geschwungenen, unregelmäßigen Sechsecks mit der durch eine Laterne gekrönten Kuppel. Als Baumaterial wurde die für Schlaun typische Kombination von hellem Sandstein mit rotem Backstein verwendet. Südwestlich der Kirche steht, losgelöst vom Kirchenraum, der Glockenturm in Form eines Campanile. Heute gehört die Kirche zur Pfarreiengemeinschaft der Innenstadt und wird besonders für fremdsprachliche Gottesdienste und Konzerte genutzt. | 1745–1753 |                  |                 |

### Straßen mit B
| Bild                    | Bezeichnung                                    | Lage                            | Beschreibung | Bauzeit                 | Eingetragen seit | Denkmal- nummer |
| ----------------------- | ---------------------------------------------- | ------------------------------- | --- | ----------------------- | ---------------- | --------------- |
| weitere Bilder          | Wohn- und Geschäftshaus                        | Altstadt Bergstraße 9 Karte     | Wohn- und Geschäftshaus | 1592                    |                  |                 |
| weitere Bilder          | Johanneskapelle                                | Altstadt Bergstraße 38 Karte    | Die Kapelle ist ein turmloser Saalbau aus Backstein mit Strebepfeilern und Laibungen aus Sandstein. Das Portal im Westen zeigt Renaissanceformen. Die vier Joche des Langhauses sind mit Kreuzgewölben gedeckt; das östlichste Joch ist verkürzt. Den Ostabschluss bildet eine oktogonale Apsis. Die Schlusssteine der beiden westlichen Joche zeigen das Johanniterkreuz und das Haupt Johannes des Täufers. Die Maßwerkfenster der übrigen Wände sind mit modernen Buntglasscheiben versehen. Das heutige Erscheinungsbild der Kapelle ist Ergebnis einer wechselvollen Geschichte. Anfang des 14. Jahrhunderts gründete die Burgsteinfurter Johanniter-Kommende in Münster eine Zweigniederlassung. Zu den Konventsgebäuden gehörte die dem Ordenspatron geweihte Kapelle, ein kleiner, rechteckiger Bau. Als die Kommende im Reformationsjahrhundert ganz nach Münster verlegt wurde, erhielt die Kapelle Apsis, Renaissanceportal und eine aufwändigere Ausstattung. 1810 wurde die Münsteraner Johanniterkommende aufgehoben. Die Kapelle wurde profaniert und als Lagerraum genutzt. Im Zweiten Weltkrieg wurden die Konventsgebäude zerstört, die Kapelle jedoch nur leicht beschädigt. Jugendliche des CVJM richteten sie in Eigeninitiative wieder her. Am Ersten Advent 1948 wurde unter Leitung von Walter Drobnitzky der erste Gottesdienst gefeiert. Seitdem ist die Johanneskapelle evangelische Filialkirche und ökumenischer Treffpunkt. In den folgenden Jahrzehnten konnten Bau und Ausstattung mithilfe vieler Förderer erhalten und verschönert werden. Sie gehört zur evangelischen Apostelkirchengemeinde. | ab 14. Jh.              |                  |                 |
| weitere Bilder          | Teil der ehemaligen Landesversicherungsanstalt | Altstadt Bispinghof 2/3 Karte   | Gebäudeteile der ehemaligen Landesversicherungsanstalt. Beide Flügel (erbaut 1892/93 und 1910) werden von der Universität Münster genutzt und beherbergen unter anderem das Sprachenzentrum, das Romanische Seminar, das Institut für Slavistik des Fachbereichs Philologie und das Landesprüfungsamt für das Lehramt. | 1892/93 und 1910        |                  |                 |
| weitere Bilder          | Teil der ehemaligen Landesversicherungsanstalt | Altstadt Bispinghof 5–8 Karte   | Gebäudeteile der ehemaligen Landesversicherungsanstalt, jetzt genutzt vom Institut für Erziehungswissenschaften |                         |                  |                 |
| weitere Bilder          | Teil der ehemaligen Landesversicherungsanstalt | Altstadt Bispinghof 9–14 Karte  | Gebäudeteile der ehemaligen Landesversicherungsanstalt, jetzt genutzt vom Institut für Erziehungswissenschaften |                         |                  |                 |
| weitere Bilder          | Alte Universitätsbibliothek                    | Altstadt Bispinghof 24/25 Karte | Alte Universitätsbibliothek; jetzt Institut für Kriminalwissenschaften | 1904–1906 und 1908      |                  |                 |
| Geschäftshaus           | Geschäftshaus                                  | Altstadt Bogenstraße 2 Karte    | Geschäftshaus | 1814                    |                  |                 |
| Geschäftshaus           | Geschäftshaus                                  | Altstadt Bogenstraße 3 Karte    | Geschäftshaus | 1890                    |                  |                 |
| Geschäftshaus           | Geschäftshaus                                  | Altstadt Bogenstraße 5 Karte    | Geschäftshaus | 1520, Wiederaufbau 1953 |                  |                 |
| weitere Bilder          | Wohnhaus                                       | Altstadt Breite Gasse 46 Karte  | Wohnhaus | um 1890                 |                  |                 |
| weitere Bilder          | Geschäftshaus                                  | Altstadt Breul 9 Karte          | Geschäftshaus „Zum alten Pulverturm“ | 1. Hälfte 19. Jh.       |                  |                 |
| weitere Bilder          | Deutsches Studentenheim                        | Altstadt Breul 23 Karte         | Das Deutsche Studentenheim, nach der Straße, an der es liegt, auch der oder das „Breul“ (Breul 23), früher Burse genannt, ist eines der ältesten Studentenheime in Münster und besteht seit 1928. Seit dem 17. März 1986 steht die Fassade unter Denkmalschutz. Der Name Deutsches Studentenheim rührt daher, dass sein Bau von der damaligen Reichsregierung in Berlin gefördert wurde. Das Haus steht unter dem Wappenspruch „officium meum est pontificium“ (Mein Amt ist, Brücken zu bauen), Wappentier ist die Eule, das Symbol der Weisheit. Neben vielen deutschen Studenten ist es seit seiner Gründung Heimstatt für auslandsdeutsche und ausländische Studenten, die in Münster studieren. Der Breul steht männlichen Studenten an Uni und FH offen, die hier während der gesamten Studienzeit wohnen können. | 1929                    | 1986             |                 |
| Wohnhaus                | Wohnhaus                                       | Altstadt Buddenstraße 26 Karte  | Wohnhaus | 1826                    |                  |                 |
| Kunst- und Auktionshaus | Kunst- und Auktionshaus                        | Altstadt Buddenstraße 27 Karte  | Wohn- und Geschäftshaus |                         |                  |                 |
| Wohnhaus                | Wohnhaus                                       | Altstadt Buddenstraße 28 Karte  | Wohnhaus |                         |                  |                 |
| weitere Bilder          | Wohnhaus mit Gaststätte                        | Altstadt Bült 23 Karte          | Wohnhaus mit Gaststätte | vor 1800                |                  |                 |

### Straßen mit D
| Bild                                   | Bezeichnung                            | Lage                          | Beschreibung | Bauzeit   | Eingetragen seit | Denkmal- nummer |
| -------------------------------------- | -------------------------------------- | ----------------------------- | --- | --------- | ---------------- | --------------- |
| weitere Bilder                         | Borromäum                              | Altstadt Domplatz 8/9 Karte   | Borromäum, Priesterseminar des Bistums Münster | 1913–1915 |                  |                 |
| weitere Bilder                         | Landesmuseum                           | Altstadt Domplatz 10 Karte    | Landesmuseum mit Skulptur des hl. Georg – früher Hausnr. 15 |           |                  |                 |
| weitere Bilder                         | Fürstenbergdenkmal                     | Altstadt Domplatz 20/22 Karte | Freiherr Franz Friedrich Wilhelm von Fürstenberg (* 7. August 1729 in Schloss Herdringen, Arnsberg; † 16. September 1810 in Münster) war ein deutscher Politiker und der wichtigste Staatsmann im Hochstift Münster in der zweiten Hälfte des 18. Jahrhunderts. Fürstenberg war einem vorsichtig-aufklärerischen Reformkurs verpflichtet. | 1975      |                  |                 |
| weitere Bilder                         | Ehemaliges Collegium Ludgerianum       | Altstadt Domplatz 23/24 Karte | Das ehemalige Collegium Ludgerianum war für Knaben aus dem Bistum Münster bestimmt, die sich zum Priester berufen fühlten (oder dafür vorgesehen wurden). Der Eintritt war ab der Obertertia (9. Klasse) möglich. Der Gymnasialunterricht bis zum Abitur fand am Gymnasium Paulinum statt. | 1901–1903 |                  |                 |
| weitere Bilder                         | Bischöfliches Palais                   | Altstadt Domplatz 27 Karte    | Der Architekt dieses 1732 errichteten Gebäudes ist nicht eindeutig gesichert. Man geht aber heute mehrheitlich davon aus, dass es sich um Peter Pictorius der Jüngere handelt oder um Lambert Friedrich Corfey. Genutzt wurde es zunächst als Domdechanei. Das Gitter zur Absperrung des Ehrenhofes stammt jedenfalls von Johann Conrad Schlaun und hat den Zweiten Weltkrieg unbeschadet überdauert. Beim Wiederaufbau der ehemaligen Domdechanei durch Eberhard-Michael Kleffner verfuhr man leider nicht sehr sorgfältig. Nur die Seitenflügel wurden exakt rekonstruiert. | 1732      |                  |                 |
| Ehemalige von Kettelersche Doppelkurie | Ehemalige von Kettelersche Doppelkurie | Altstadt Domplatz 28–31 Karte | Die Kettelersche Kurie (im Bild rechts) am Domplatz in Münster wurde von 1712 bis 1716 von dem Baumeister Lambert Friedrich Corfey errichtet. Der Bauherr war Generalvikar Nikolaus Hermann von Ketteler zu Harkotten, er beschloss 1711, auf seinem Grundstück eine Kurie zu errichten. Das Gebäude gehört nach wie vor zum bischöflichen Generalvikariat und wird als Wohnhaus und Archiv genutzt. In der unmittelbaren Nachbarschaft zum Bischöflichen Palais bildet es ein großartiges Ensemble auf dem Domhof.                                                           | 1712–1716 |                  |                 |
| weitere Bilder                         | St.-Paulus-Dom                         | Altstadt Domplatz 33 Karte    | Dom, Kreuzgang, Kapitelsaal, Marien- und Sakramentskapelle. Die Kathedrale des Bistums Münster zählt zu den bedeutendsten Kirchenbauten in Münster und ist neben dem historischen Rathaus eines der Wahrzeichen der Stadt. | ab 1192   |                  |                 |
| Lettnerkreuz im Dom                    | Lettnerkreuz im Dom                    | Altstadt Domplatz 33 Karte    | Domausstattung: sogenanntes Lettnerkreuz (Teil des um 1870 aus dem Dom entfernten Lettners). |           |                  |                 |
| BW                                     | Dobbe-Tafel im Dom                     | Altstadt Domplatz 33 Karte    | Domausstattung: Dobbe-Tafel von 1538 | 1538      |                  |                 |
| weitere Bilder                         | Ehemaliger Nagelscher Hof              | Altstadt Domplatz 34a Karte   | Ehemaliger Nagelscher Hof | 17. Jh.   |                  |                 |
| weitere Bilder                         | Ehemalige Reichsbank                   | Altstadt Domplatz 36 Karte    | Heute Verwaltungsgebäude der Bezirksregierung Münster – nur West- und Nordfassade sind geschützt. | 1892–1893 |                  |                 |
| Geschäftshaus                          | Geschäftshaus                          | Altstadt Drubbel 3 Karte      | Geschäftshaus | um 1490   |                  |                 |
| Wohn- und Geschäftshaus                | Wohn- und Geschäftshaus                | Altstadt Drubbel 5/6 Karte    | Wohn- und Geschäftshaus | 1949–1959 |                  |                 |
| Büro- und Geschäftshaus                | Büro- und Geschäftshaus                | Altstadt Drubbel 17/18 Karte  | Büro- und Geschäftshaus | 1909      |                  |                 |
| Geschäftshaus                          | Geschäftshaus                          | Altstadt Drubbel 19 Karte     | Geschäftshaus | 1910      |                  |                 |

### Straßen mit E
| Bild           | Bezeichnung   | Lage                                         | Beschreibung | Bauzeit   | Eingetragen seit | Denkmal- nummer |
| -------------- | ------------- | -------------------------------------------- | --- | --------- | ---------------- | --------------- |
| weitere Bilder | Erlöserkirche | Altstadt/St. Mauritz Eisenbahnstraße 8 Karte | Das Kirchengebäude wurde in den Jahren 1949–1950 nach einem Entwurf des Architekten Otto Bartning als Notkirche erbaut. Bartning war nach dem Zweiten Weltkrieg Leiter der Bauabteilung des Evangelischen Hilfswerkes in Neckarsteinach. Unter seiner Leitung entstanden zwei Serienkirchenprogramme und drei Typenentwürfe als Vorlagen für zahlreiche sog. Bartning-Notkirchen in Deutschland. Die Typenvorlage wird auch in der Gestaltung der Erlöserkirche in Münster sichtbar. Die Erlöserkirche steht auf den Fundamenten der neo-romanischen Vorgängerkirche, die in den Jahren 1898–1900 nach Plänen des Architekten Karl Siebold aus Bethel bei Bielefeld erbaut worden war und im Zweiten Weltkrieg zerstört wurde. Von der Vorgängerkirche stammt nur ein ca. 15 m hoher „Stumpf“ des Glockenturms, der der Kirche seitlich vorgelagert ist. | 1949–1950 |                  |                 |

### Straßen mit F
| Bild           | Bezeichnung             | Lage                                                  | Beschreibung | Bauzeit | Eingetragen seit | Denkmal- nummer |
| -------------- | ----------------------- | ----------------------------------------------------- | --- | ------- | ---------------- | --------------- |
| weitere Bilder | Wohn- und Geschäftshaus | Altstadt Frauenstraße 24 Karte                        | Wohn- und Geschäftshaus, „Kulturkneipe“ | 1905    |                  |                 |
| Landeshaus     | Landeshaus              | Altstadt/St. Mauritz Freiherr-vom-Stein-Platz 1 Karte | Komplex zusammen mit Fürstenbergstraße 15 sowie Karlstraße 3 und 19–29: Zwischen 1896 und 1901 wurde der Vorgängerbau an gleicher Stelle im Stil der Neorenaissance für den Westfälischen Provinzialverband errichtet. Der Bau erfolgte auf einem trapezförmigen Grundstück. Das Gebäude wurde während des Zweiten Weltkrieges massiv durch Bomben beschädigt und in weiten Teilen zerstört. Unmittelbar nach dem Krieg begann die provisorische Wiederherstellung einiger weniger beschädigter Räumlichkeiten. Der Entschluss zu einem weitgehend neuen Bau hatte etwas mit der unklaren Situation des Provinzialverbandes nach der Auflösung Preußens und seiner Provinzen 1946 zu tun. Erst mit der Landschaftsverbandsordnung von 1953 war diese Unsicherheit beendet. Insofern war der Bau in der Zwischenzeit auch der Versuch der fortbestehenden Verwaltung und des Landeshauptmannes Bernhard Salzmann Fakten zu schaffen. Das Anknüpfen an die Vergangenheit wurde auch durch die architektonische Orientierung an Grundelementen des Vorgängerbaus betont. Die Pläne für den Wiederaufbau stammten von dem Architekten Werner March. Dieser hatte zuvor das Olympiastadion in Berlin gebaut. Die Arbeiten begannen 1950 und waren im Wesentlichen 1954 abgeschlossen. Einige weniger zerstörte Gebäudeteile wurden in die Neuplanung einbezogen. Obwohl der Architekt sich teilweise am Vorgängerbau orientierte, gab es doch sowohl hinsichtlich der äußeren Gestaltung wie auch der Raumaufteilung erhebliche Unterschiede. Die recht konservative Formensprache orientierte sich an Vorstellungen der Heimatschutzarchitektur, wie sie etwa Gustav Wolf vertreten hatte. Dabei wurden historische Bautypen abstrahiert und vereinfacht. Die Tankstelle im Garagenhof orientiert sich an der von March für die Reichsautobahnen entwickelten Tankstellen vom Typ Hannover mit gewissen Anleihen an die Neue Sachlichkeit. Der Bau wurde aus hellem heimischen Sandstein errichtet. Auffällig sind die hohen rechteckigen Fenster, die Walmdächer und der Uhrenturm an der Fürstenbergstraße. Im Inneren ist der arkadengesäumte und mit einem Glasdach versehene Lichthof bemerkenswert. Die Teile des Baukomplexes gruppieren sich rund um einen parkartigen Innenhof. An diesen grenzt auch der Plenarsaal der Landschaftsversammlung an. Dieser wie auch die davor liegende Bürgerhalle ist vor einigen Jahren grundlegend saniert und modernisiert worden. Seit 2010 sind Teile des Komplexes in die Denkmalliste der Stadt Münster eingetragen worden. Dazu gehören der Gebäudeflügel an der Fürstenbergstraße 15, der Hauptbau am Freiherr-vom-Stein-Platz mit Vorplatz, der Gebäudeflügel an der Karlstraße 3, der Garagenhof Karlstraße 19-29, Freiflächen und eine Statue im Innenhof |         |                  |                 |
| weitere Bilder | „Schinkendenkmal“       | Altstadt Fürstenbergstraße – Promenade Karte          | Ehrenmal in den Grünanlagen für die Gefallenen der Kriege von 1864, 1866, 1870/71. Widmung: „Zum Gedenken an die Kriege und Siege und die Neu-Errichtung des Reichs“. Das Ehrenmal wurde vom Münsteraner Künstler Bernard Frydag geschaffen und am 18. Juli 1909 eingeweiht. Die Baukosten betrugen seinerzeit 60.000 Mark. | 1909    |                  |                 |
| weitere Bilder | Wohnhaus                | Altstadt/St. Mauritz Fürstenbergstraße 6 Karte        | Wohnhaus | 1903/04 |                  |                 |
| weitere Bilder | Wohnhaus                | Altstadt/St. Mauritz Fürstenbergstraße 7 Karte        | Wohnhaus | um 1894 |                  |                 |
| Landeshaus     | Landeshaus              | Altstadt/St. Mauritz Fürstenbergstraße 15             | Eintragung siehe Freiherr-vom-Stein-Platz 1 |         |                  |                 |

### Straßen mit G
| Bild           | Bezeichnung                               | Lage                             | Beschreibung                                                                   | Bauzeit | Eingetragen seit | Denkmal- nummer |
| -------------- | ----------------------------------------- | -------------------------------- | ------------------------------------------------------------------------------ | ------- | ---------------- | --------------- |
| weitere Bilder | Dienstwohngebäude                         | Altstadt Geisbergweg 8 Karte     | Dienstwohngebäude (ehemalige Remise der Propstei des alten Domes)/Nebengebäude | 1724    |                  |                 |
| weitere Bilder | Ehemaliger Adelshof                       | Altstadt Georgskommende 7 Karte  | Ehemaliger Adelshof                                                            | um 1720 |                  |                 |
| weitere Bilder | Diözesanarchiv                            | Altstadt Georgskommende 19 Karte | Ehemaliges Fraterherrenhaus, heute Diözesanarchiv                              | 1844    |                  |                 |
| weitere Bilder | Teil der ehem. Landesversicherungsanstalt | Altstadt Georgskommende 25 Karte | Ehemalige Landesversicherungsanstalt                                           |         |                  |                 |
| weitere Bilder | Teil der ehem. Landesversicherungsanstalt | Altstadt Georgskommende 26 Karte | Ehemalige Landesversicherungsanstalt                                           |         |                  |                 |
| weitere Bilder | Teil der ehem. Landesversicherungsanstalt | Altstadt Georgskommende 33 Karte | Ehemalige Landesversicherungsanstalt                                           |         |                  |                 |

### Straßen mit H
| Bild                      | Bezeichnung                  | Lage                               | Beschreibung | Bauzeit      | Eingetragen seit | Denkmal- nummer |
| ------------------------- | ---------------------------- | ---------------------------------- | --- | ------------ | ---------------- | --------------- |
| weitere Bilder            | Wappenstein                  | Altstadt Harsewinkelgasse 21 Karte | Wappenstein | 1708         |                  |                 |
| weitere Bilder            | Adlerdenkmal                 | Altstadt Hörsterplatz Karte        | Regimentsdenkmal – Ehrenmal in den Grünanlagen. Zur Erinnerung an die Gefallenen des Königlich-Preußischen 4. Lothringer Feldartillerie-Regiments Nr. 70 während des Ersten Weltkriegs besonders in den Schlachten von Cambrai, Dannevoux und Verdun. | 1930         |                  |                 |
| weitere Bilder            | Lotharinger Chorfrauenkirche | Altstadt Hörsterstraße 28 Karte    | Ehemaliges Lotharinger Kloster. Architekt Johann Conrad Schlaun. Aktuell befinden sich hier die Trausäle des Standesamts der Stadt Münster. | 1764–1772    |                  |                 |
| weitere Bilder            | Wohnhaus                     | Altstadt Hörsterstraße 32 Karte    | | 1816         |                  |                 |
| weitere Bilder            | Wohn- und Geschäftshaus      | Altstadt Hörsterstraße 38 Karte    | Wohn- und Geschäftshaus | Ende 18. Jh. |                  |                 |
| Wohn- und Geschäftshaus   | Wohn- und Geschäftshaus      | Altstadt Hörsterstraße 49/50 Karte | Wohn- und Geschäftshaus | 1779         |                  |                 |
| weitere Bilder            | Wohn- und Geschäftshaus      | Altstadt Hörsterstraße 51 Karte    | Wohn- und Geschäftshaus | um 1890/1900 |                  |                 |
| Wohnhaus                  | Wohnhaus                     | Altstadt Hörsterstraße 52/53 Karte | Wohnhaus | Ende 18. Jh. |                  |                 |
| Nikolaikapelle            | Nikolaikapelle               | Altstadt Horsteberg Karte          | Mauerreste | 13. Jh.      |                  |                 |
| BW                        | Mauerreste                   | Altstadt Horsteberg Karte          | Mauerreste | 11. Jh.      |                  |                 |
| Ehemalige Domherren-Kurie | Ehemalige Domherren-Kurie    | Altstadt Horsteberg 19 Karte       | Ehemalige Domherren-Kurie | 1775         |                  |                 |

### Straßen mit I/J
| Bild           | Bezeichnung             | Lage                               | Beschreibung | Bauzeit           | Eingetragen seit | Denkmal- nummer |
| -------------- | ----------------------- | ---------------------------------- | --- | ----------------- | ---------------- | --------------- |
| weitere Bilder | Petrikirche             | Altstadt Johannisstraße 5 Karte    | Die Petrikirche entstand zwischen 1590 und 1597 als Kirche des Münsterschen Jesuitenkollegs. Sie war die erste Jesuitenkirche der Rheinischen Ordensprovinz. Architekt und Bauleiter war Johann Roßkott. St. Petri ist eine geostete dreischiffige Basilika ohne Querschiff. Das Baumaterial ist roter Backstein für die Wandflächen (im Westen bis etwa fünf Meter über Boden Bruchstein) und heller Sandstein für die Gliederungselemente. Zwei schlanke Glockentürme flankieren den Chor. Im Inneren sind die Seitenschiffe durch Emporen in zwei Geschosse geteilt. Den Zugang zu diesen bildet je ein niedriger Treppenturm an der Nord- und der Südseite. Der Gesamteindruck des Baus ist eher horizontal als vertikal. Stilistisch steht St. Petri zwischen Gotik und Renaissance. Während die basilikale Grundstruktur und die Strebepfeiler rückwärtsgewandt erscheinen, zeigen die Fenster Mischformen und die Portale reine Renaissanceornamentik. | 1590–1598         |                  |                 |
| weitere Bilder | Wohnhaus                | Altstadt Johannisstraße 21 Karte   | Wohnhaus | 2. Hälfte 18. Jh. |                  |                 |
| weitere Bilder | Altes Stellwerk         | Altstadt Johanniterstraße Karte    | Altes Stellwerk an der Unterführung der Johanniterstraße unter der Bahnstrecke nach Hamburg |                   |                  |                 |
| Wohnhaus       | Wohnhaus                | Altstadt Johanniterstraße 1 Karte  | Wohnhaus | 1898              |                  |                 |
| weitere Bilder | Paul-Gerhardt-Schule    | Altstadt Jüdefelderstraße 10 Karte | Schulgebäude, jetzt Teil der Gesamtschule Münster-Mitte |                   |                  |                 |
| weitere Bilder | Wohn- und Geschäftshaus | Altstadt Jüdefelderstraße 35 Karte | Wohn- und Geschäftshaus | um 1840/50        |                  |                 |
| weitere Bilder | Wohn- und Geschäftshaus | Altstadt Jüdefelderstraße 36 Karte | Wohn- und Geschäftshaus, beherbergt Kneipe „Peacock“ | um 1700           |                  |                 |
| weitere Bilder | Wohn- und Geschäftshaus | Altstadt Jüdefelderstraße 46 Karte | Wohn- und Geschäftshaus | vor 1870          |                  |                 |

### Straßen mit K
| Bild                        | Bezeichnung                       | Lage                                  | Beschreibung | Bauzeit       | Eingetragen seit | Denkmal- nummer |
| --------------------------- | --------------------------------- | ------------------------------------- | --- | ------------- | ---------------- | --------------- |
| Gedenkstein an der Synagoge | Gedenkstein an der Synagoge       | Altstadt Klosterstraße 8/9 Karte      | Gedenkstein |               |                  |                 |
| weitere Bilder              | Twickelscher Hof                  | Altstadt Klosterstraße 27 Karte       | Adelshof | 1927/28       |                  |                 |
| weitere Bilder              | Druffelscher Hof                  | Altstadt Königsstraße 5 Karte         | Ehemaliger Adelshof, später Verwaltungsgebäude der Stadtsparkasse Münster, heute Eingangs- und Servicegebäude des Picasso-Museums | 1784–1788     |                  |                 |
| weitere Bilder              | Kreissparkasse/Verwaltungsgebäude | Altstadt Königsstraße 6–8 Karte       | Verwaltungsgebäude der früheren Kreissparkasse Münster, jetzt Ausstellungsgebäude des Picasso-Museums | 1910/11       |                  |                 |
| weitere Bilder              | Ludgeripastorat                   | Altstadt Königsstraße 25 Karte        | Pfarrhaus | 1895          |                  |                 |
| weitere Bilder              | St. Ludgeri                       | Altstadt Königsstraße 27 Karte        | Um das Jahr 1180 entstand als Nachfolger eines kurz zuvor angelegten ersten Bauwerks aus Holz der erste Bau von St. Ludgeri, der in seinen Grundzügen zu einem großen Teil erhalten geblieben ist. Somit entsprechen Mittelschiff sowie die beiden Seitenschiffe weiterhin dem ursprünglichen Bau. Die Fertigstellung fiel in den Zeitraum um das Jahr 1220. Nachdem die Kirche beim Stadtbrand im Jahre 1383 Schaden genommen hatte, wurde sie in veränderter Form wiederaufgebaut. Der zunächst relativ kleine Chor auf der Ostseite wurde zu einem großen Hochchor erweitert. Da hierbei das Dach zusätzlich erhöht wurde, musste der im Zentrum der Kirche liegenden Vierungsturm ebenfalls erhöht werden. Der ursprünglich mit zwei romanischen Geschossen mit gekuppelten Fensteröffnungen aufwartende Turm wurde um eine Etage im Stile der Gotik aufgestockt. Diese ist mit Blendquadern und spitzbogigen Maßwerkfenstern versehen. Zusätzlich bekam der Vierungsturm noch ein durchsichtiges Obergeschoss mit einer Maßwerkgalerie und krabbenbesetzten Fialen als Verzierung. Die beiden Westtürme des ursprünglichen Sakralbaus fielen ebenfalls dem Brand von 1383 zum Opfer, wurden aber erst 1876 ersetzt. Die Kirche besitzt zwei Portale, die den Zugang zum Inneren erlauben. Das Südportal ist der übliche Zugang zum Gebäude und besitzt als Besonderheit eine Inschrift auf dem Türsturz aus dem Jahre 1537. Die Inschrift lautet „V.D.M.I.E Anno Domini 1537“ als Abkürzung für „Verbum Domini Manet In Aeternum Anno Domini 1537“. In der deutschen Übersetzung bedeutet der Satz „Das Wort des Herrn bleibt in Ewigkeit“. Es handelt sich um ein Zitat aus dem 1. Brief des Petrus, Kapitel 1, Vers 25, das für die Protestanten programmatische Bedeutung hatte. Das Besondere dieser Inschrift ist das Datum ihrer Entstehung (1537). Denn bereits im Jahre 1535 war Münster nach einem kurzen reformatorischen Zwischenspiel unter Bernd Rothmann ab 1532 und der darauf folgenden Täuferherrschaft von 1534 bis 1535 nach Beschluss der Reichsstände wieder katholisch geworden. Das Westportal wird dagegen nur bei feierlichen Liturgien verwendet. Es enthält seit dem Jahr 1861 ein Tympanon mit dem thronenden Ludgerus in der Mitte, umgeben von der heiligen Heriburg zu seiner Rechten und dem Sänger und Dichter Bernlef. Letzterem soll nach Fürsprache des heiligen Ludgerus das Augenlicht geschenkt worden sein. | 1180/1200     |                  |                 |
| weitere Bilder              | Sendenscher Hof                   | Altstadt Königsstraße 39 Karte        | Ehemaliger Sendenscher Hof/Herrenhaus, heute Commerzbank | 17. Jh.       |                  |                 |
| weitere Bilder              | Oerscher Hof                      | Altstadt Königsstraße 42 Karte        | Adelshof | 1748          |                  |                 |
| weitere Bilder              | Beverförder Hof                   | Altstadt Königsstraße 46 Karte        | Nördlicher Seitenflügel des ehemaligen Adelshofes Beverförder Hof | 1699–1703     |                  |                 |
| weitere Bilder              | Heeremannscher Hof                | Altstadt Königsstraße 47 Karte        | Adelshof, im 2. Weltkrieg zerstört, 1949-1950 nach Planung von Heinrich Bartmann wiederaufgebaut | 1549 und 1564 |                  | Wikidata        |
| weitere Bilder              | Westfälische Vereinsdruckerei     | Altstadt Königsstraße 59 Karte        | Büro- und Wohnhaus mit rückwärtigem Anbau | 1899          |                  |                 |
| weitere Bilder              | St.-Aegidii-Kaplanei              | Altstadt Krumme Straße 45/46 Karte    | Kaplanei. Im Jahr 1852 Gründungsort des Kolpingwerks im Bistum Münster. | 18. Jh.       |                  |                 |
| weitere Bilder              | Krummer Timpen                    | Altstadt Krummer Timpen/Bispinghof 18 | Wohnhaus im Straßendreieck Krummer Timpen/Bispinghof/Universitätsstraße. Beherbergt aktuell das Institut für Ökumenische Theologie der Evangelisch-Theologischen Fakultät. |               |                  |                 |

### Straßen mit L
| Bild                    | Bezeichnung             | Lage                                 | Beschreibung | Bauzeit   | Eingetragen seit | Denkmal- nummer |
| ----------------------- | ----------------------- | ------------------------------------ | --- | --------- | ---------------- | --------------- |
| weitere Bilder          | St. Lamberti-Kaplanei   | Altstadt Lambertikirchplatz 1 Karte  | Kaplanei | 1902/05   |                  |                 |
| weitere Bilder          | St. Lamberti-Kaplanei   | Altstadt Lambertikirchplatz 2 Karte  | Laube | 1902/05   |                  |                 |
| weitere Bilder          | St. Lamberti-Kaplanei   | Altstadt Lambertikirchplatz 3 Karte  | | 1902/05   |                  |                 |
| weitere Bilder          | St. Lamberti-Kaplanei   | Altstadt Lambertikirchplatz 4 Karte  | | 1902/05   |                  |                 |
| weitere Bilder          | St. Lamberti            | Altstadt Lambertikirchplatz 5 Karte  | St. Lamberti wurde ab 1375 – als Markt- und Bürgerkirche – durch Kaufleute der Stadt finanziert, erbaut und bildet den nördlichen Abschluss des Prinzipalmarktes. St. Lamberti ist der bedeutendste sakrale Bau der westfälischen Spätgotik. Namensgeber ist der heilige Lambert von Lüttich. | ab 1375   |                  |                 |
| weitere Bilder          | Raphaelsklinik          | Altstadt Loerstraße 23 Karte         | Die Raphaelsklinik ist ein Krankenhaus und akademisches Lehrkrankenhaus der Universität Münster. Es verfügt über 316 Betten und beschäftigt 705 Mitarbeiter. Nur der Mitteltrakt (auf dem Foto der Bereich mit den grünen Kupferplatten im Hintergrund) ist geschützt. | 1929–1930 |                  |                 |
| weitere Bilder          | Adolf-Kolping-Schule    | Altstadt Lotharingerstraße 30 Karte  | Das Adolph-Kolping-Berufskolleg (vollständiger Name Adolph-Kolping-Berufskolleg – Schule der Sekundarstufe II der Stadt Münster) ist ein Berufskolleg in Nordrhein-Westfalen, welches 1829 als erste Sonntagsschule der preußischen Provinz Westfalen gegründet wurde. Die Umbenennung nach Adolph Kolping erfolgte 1978, die Umwandlung der Schulform in eine Kollegschule erfolgte 2007. | 1914/16   |                  |                 |
| weitere Bilder          | Zwinger                 | Altstadt Lotharingerstraße 30a Karte | Der Zwinger ist ein Teil der ehemaligen Stadtbefestigung aus der frühen Neuzeit. In der Zeit des Nationalsozialismus war er sowohl Gefängnis als auch Hinrichtungsstätte der Gestapo und wurde durch alliierte Bombenangriffe schwer beschädigt. Seit der Umwandlung in ein Mahnmal gehört der Zwinger zum Stadtmuseum Münster und beherbergt die Skulptur Das gegenläufige Konzert. |           |                  |                 |
| weitere Bilder          | Wohn- und Geschäftshaus | Altstadt Ludgeristraße 23 Karte      | Wohn- und Geschäftshaus | 1912      |                  |                 |
| weitere Bilder          | Wohn- und Geschäftshaus | Altstadt Ludgeristraße 58/59 Karte   | Wohn- und Geschäftshaus | 1913      |                  |                 |
| weitere Bilder          | Stern-Apotheke          | Altstadt Ludgeristraße 66 Karte      | Ursprünglich war die am 1. Februar 1658 gegründete Apotheke im Besitz der Stadt. Der erste Apotheker hieß Johann Sundermann. Das Haus, in dem sich die Apotheke befand, stand an der Ecke zwischen der Ludgeristraße und der Promenade, wo sich einst auch das Schützenhaus der alten Gesellschaft der Großen Schützen befand. Diese Gesellschaft war 1557 gegründet worden und verlegte ihr Quartier 1787 in die Schützenstraße. Die Stern-Apotheke dagegen blieb an Ort und Stelle. Im Zweiten Weltkrieg wurde das Haus zerstört; der damalige Pächter Hermann Brüning kam mit den Überresten der Medikamente zunächst in der Nachbarschaft, später im Bahnhofsbunker unter. 1951 gelang es ihm, das Trümmergrundstück zu erwerben, wo er dann mit dem Architekten Heinrich Bartmann die Apotheke wiedererrichtete. | 1951      |                  |                 |
| weitere Bilder          | Wohn- und Geschäftshaus | Altstadt Ludgeristraße 72 Karte      | Reste Wohn- und Geschäftshaus | 1907/08   |                  |                 |
| Wohn- und Geschäftshaus | Wohn- und Geschäftshaus | Altstadt Ludgeristraße 73            | Reste des Wohn- und Geschäftshauses | 1907/08   |                  |                 |
| weitere Bilder          | Wohn- und Geschäftshaus | Altstadt Ludgeristraße 80 Karte      | Wohn- und Geschäftshaus | um 1890   |                  |                 |
| weitere Bilder          | Wohn- und Geschäftshaus | Altstadt Ludgeristraße 110 Karte     | Fassade des Wohn- und Geschäftshauses | um 1910   |                  |                 |
| weitere Bilder          | Wohnhaus                | Altstadt Lütke Gasse 17 Karte        | Wohnhaus (Gadem) | 1564      |                  |                 |

### Straßen mit M
| Bild                    | Bezeichnung                | Lage                               | Beschreibung | Bauzeit           | Eingetragen seit | Denkmal- nummer |
| ----------------------- | -------------------------- | ---------------------------------- | --- | ----------------- | ---------------- | --------------- |
| weitere Bilder          | Mariensäule                | Altstadt Marienplatz Karte         | Mariensäule. Inschrift: „Beatam me dicent omnes generationes“ Luc. 1,48 | 1898/99           |                  |                 |
| weitere Bilder          | Gadem                      | Altstadt Marievengasse 6 Karte     | Gadem | 2. Hälfte 18. Jh. |                  |                 |
| weitere Bilder          | Mietwohnung mit Ladenlokal | Altstadt Martinikirchhof 5–6 Karte | Mietwohnung mit Ladenlokal | um 1905–1910      |                  |                 |
| Wohn- und Geschäftshaus | Wohn- und Geschäftshaus    | Altstadt Martinistraße 2 Karte     | Wohn- und Geschäftshaus, beherbergt das Restaurant röstbar | 1763/66           |                  |                 |
| weitere Bilder          | St. Martini                | Altstadt Martinistraße 9 Karte     | St. Martini ist einer der ältesten katholischen Sakralbauten. Der Bau entstand etwa ab den 1180er Jahren. Er liegt an der Ecke Martinistraße/Neubrückenstraße in der Nähe der Städtischen Bühnen Münster. (Kirche und Marienfigur sind geschützt) | ab 12. Jh.        |                  |                 |
| weitere Bilder          | Wohnhaus                   | Altstadt Mauritzstraße 23 Karte    | Wohnhaus | 1911              |                  |                 |
| weitere Bilder          | Mauritztorhaus             | Altstadt Mauritzstraße 27 Karte    | Torhaus |                   |                  |                 |
| weitere Bilder          | Einfamilienhaus            | Altstadt Münzstraße 9 Karte        | Freistehendes Einfamilienhaus | 1931              |                  |                 |
| weitere Bilder          | Buddenturm                 | Altstadt Münzstraße 13 Karte       | Der Buddenturm (auch Pulverturm) ist der älteste noch erhaltene Teil der ehemaligen Stadtbefestigung. Er wurde um 1150 als Wehrturm errichtet. Die ursprüngliche Höhe betrug 20 m. Kurz vor der Herrschaft der Täufer diente er im Jahre 1533 zusätzlich als Gefängnis und ab 1598 als Pulverturm. Ab 1629 folgte der Anbau eines 10 m hohen, sechseckigen Treppenturmes an der Westseite sowie der Einbau eines Gewölbes bis auf die Höhe des Treppenturmes. Im 18. Jahrhundert wurde dieser weiter aufgestockt und reichte daraufhin bis zum Dach. Als die Stadtbefestigung zwischen 1764 und 1767 abgebrochen wurde, blieb der Turm stehen, da er auch als Pulverturm diente und diese Funktion auch weiter erfüllte. Nachdem er in der Zeit danach ab dem Jahre 1771 zusammen mit dem nahegelegenen Zwinger auch als Gefängnis diente, kaufte die Stadt den Turm im Jahre 1879 vom Militär für 3620 Mark ab. Anschließend stockte die Stadt ihn um 20 m auf bei gleichzeitigem Abbau des Treppenturmes, um ihn als Wasserturm zu nutzen. Dazu wurde ein 500 m³ fassender Wassertank eingebaut und das Ziegeldach durch eine neugotische Zinnenkrone ersetzt. An diese Funktion erinnern noch immer eine erhaltene Messskala sowie die Fallrohre im Inneren des Turms. Nach den Schäden, die der Zweite Weltkrieg in Münster und auch am Buddenturm angerichtet hatte, wurde er restauriert und bekam ein Kegeldach im ursprünglichen Aussehen aufgesetzt. Dabei reduzierte sich die Höhe um 10 m auf insgesamt 30 m. Anschließend diente er als Lagerstätte sowie als Schaltstelle für Straßenbeleuchtung. Diese Nutzung durch die Stadtwerke Münster wurde im Jahre 1992 aufgegeben, und der Besitz ging zurück an die Stadt Münster. 1987 wurde der letzte noch existierende Rest der Stadtmauer während der Skulptur.Projekte von der Künstlerin Susana Solano in eine massive Stahlkonstruktion eingefasst. Auf der Westseite des Turms ist diese in Münster umstrittene Skulptur permanent installiert worden. Die letzten Renovierungen erfolgten im Jahre 2002, bei der auf die Außenwand Muschelkalkschlämme aufgetragen wurde, und im Jahre 2003, bei der sämtliche Holzteile im Inneren saniert wurden. | 12. Jh.           |                  |                 |
| weitere Bilder          | Gadem                      | Altstadt Münzstraße 24/25 Karte    | Gadem |                   |                  |                 |
| weitere Bilder          | Gadem                      | Altstadt Münzstraße 26 Karte       | Gadem |                   |                  |                 |
| weitere Bilder          | Wohnhaus/Gadem             | Altstadt Münzstraße 27 Karte       | Wohnhaus/Gadem |                   |                  |                 |
| weitere Bilder          | Bürgerliches Wohnhaus      | Altstadt Münzstraße 47/48 Karte    | Bürgerliches Wohnhaus | Ende 18. Jh.      |                  |                 |
| weitere Bilder          | Wohnhaus                   | Altstadt Münzstraße 49 Karte       | Wohnhaus | um 1890           |                  |                 |

### Straßen mit N
| Bild           | Bezeichnung        | Lage                                  | Beschreibung | Bauzeit                | Eingetragen seit | Denkmal- nummer |
| -------------- | ------------------ | ------------------------------------- | --- | ---------------------- | ---------------- | --------------- |
| weitere Bilder | Apostelkirche      | Altstadt Neubrückenstraße 5 Karte     | Die Apostelkirche ist eine ursprünglich zwei-, jetzt dreischiffige gotische Hallenkirche mit einem langen, schmaleren Chor. Auf dem Ostende des Langschiffdachs erhebt sich ein Dachreiter mit dem Geläut. Erbaut wurde die Kirche in der zweiten Hälfte des 13. Jahrhunderts als Klosterkirche der Franziskaner-Minoriten. Sie ist der älteste Bau ihres Typs in Westfalen. Das ursprüngliche Patrozinium war Katharina von Alexandria, möglicherweise wegen der Ordenshochschule der Provinz, die im Kloster angesiedelt war. In den folgenden Jahrhunderten gab es verschiedene Umgestaltungen und Erweiterungen, die den einheitlichen Gesamteindruck jedoch nicht beeinträchtigten. Die beiden Westjoche und das nördliche Seitenschiff wurden im 16. und 17. Jahrhundert mit großer Einfühlsamkeit ergänzt. Anfang des 19. Jahrhunderts wurde das Kloster aufgehoben und die Kirche zunächst profaniert, bevor sie 1822, nach einer Restaurierung durch Karl Friedrich Schinkel, als nunmehr evangelische Kirche der preußischen Militärgemeinde wieder eingeweiht wurde. Seit 1840 gehört sie der evangelischen Zivilgemeinde. Den Namen Apostelkirche erhielt das Gebäude 1922 nach dem Bau einer zweiten evangelischen Kirche in Münster. In den folgenden Jahren wurden die Einbauten des 19. Jahrhunderts weitgehend entfernt. Im Zweiten Weltkrieg erlitt die Kirche schwere Schäden. Der Wiederaufbau war, nach provisorischen Stadien, erst um 1960 abgeschlossen. | ab 13. Jh.             |                  |                 |
| weitere Bilder | Hildegardis-Schule | Altstadt Neubrückenstraße 17–22 Karte | Hildegardis-Schule, Kapelle |                        |                  |                 |
| weitere Bilder | Gartenhaus         | Altstadt Neubrückenstraße 58 Karte    | Gartenhaus. Studentinnenheim | zwischen 1713 und 18?? |                  |                 |
| weitere Bilder | Stadttheater       | Altstadt Neubrückenstraße 63 Karte    | Nach der Zerstörung im Sommer 1941 wurde zunächst das Foyer der Stadthalle als Notbühne benutzt. Im März 1950 fiel der Entscheid gegen eine originalgetreue Rekonstruktion der verlorenen Bauten, es sollte ein Neubau nach Plänen des städtischen Baurats Edmund Scharf entstehen. Zunächst war geplant, dass Münster ein neues Theater im Stil des „großdeutschen“ monumentalen Neoklassizismus erhalten sollen. Den Plänen des Architekten hatte der Rat der Stadt bereits 1950 einmütig zugestimmt, allerdings hatte eine akute Etatkrise die Ausführung dieser Pläne verhindert. Nach kontroverser öffentlicher Diskussion kam es zu einer Ausschreibung, die bis Oktober 1952 lief. Am 16. Mai 1954 wurde der Grundstein gelegt, am 4. Februar 1956s, als erster Theaterneubau nach dem Krieg, dann das neue Haus eröffnet. | 1954–1956              |                  |                 |
| weitere Bilder | Romberger Hof      | Altstadt Neubrückenstraße 63 Karte    | Reste des Romberger Hofs. Der Romberger Hof war ein klassizistisches Adelspalais in der Neubrückenstraße. Er war ein repräsentatives Gebäude der Stadt und beherbergte unter anderem ein Theater und eine Musikhochschule. Abgesehen von der Fassadenruine des Mittelrisalits ist es im Zweiten Weltkrieg zerstört worden. | 1779–1781              |                  |                 |

### Straßen mit P
| Bild                                | Bezeichnung                                   | Lage                                 | Beschreibung | Bauzeit                                     | Eingetragen seit | Denkmal- nummer |
| ----------------------------------- | --------------------------------------------- | ------------------------------------ | --- | ------------------------------------------- | ---------------- | --------------- |
| weitere Bilder                      | Landsbergsche Kurie                           | Altstadt Pferdegasse 3 Karte         | Dieser Adelshof wurde von Gottfried Laurenz Pictorius für Franz Kaspar Ferdinand von Landsberg zu Erwitte errichtet. Als barocker Hof geplant, zeigt er die für Münster so typische Form der streng symmetrischen dreiflügeligen Anlage mit Ehrenhof. Der Mittelrisalit ist übergiebelt. Der Zentralbau war die Wohnung des Hausherrn mit Schlaf-, Arbeits-, Umkleide- und Speiseraum. Zudem war ein Archiv untergebracht. In den Seitenflügeln waren die Bedienten und die Stallungen einquartiert. Auch standen ein Brauhaus und eine Wagenremise zur Verfügung. Im Zweiten Weltkrieg wurde das Gebäude schwer zerstört, konnte aber wieder aufgebaut werden. Es dient heute der Universität Münster als Ausstellungsgebäude für das Geomuseum, als Büros und Arbeitsräume für Mitarbeiter des Instituts und als Hörsaalgebäude. | 1702–1707                                   |                  |                 |
| weitere Bilder                      | Denkmalbereich/Denkmalensemble Prinzipalmarkt | Altstadt Prinzipalmarkt              | Die Entwicklung als bürgerliche Marktstraße am Rand der Domfreiheit und an der östlichen Domburggrenze begann im 12. Jahrhundert. Eine geschlossene Bebauung gab es vermutlich um 1280. An der Wende vom 13. zum 14. Jahrhundert entstand der den Prinzipalmarkt prägende Bogengang. Die Parzellenstruktur und die Gebäudeanzahl blieb, bis auf wenige Ausnahmen, seit etwa 1500 bis heute im Wesentlichen erhalten. Erst Anfang des 17. Jahrhunderts kam die Bezeichnung Prinzipalmarkt auf. Im Zweiten Weltkrieg wurden die meisten Gebäude des Prinzipalmarktes völlig, einige bis auf Keller und Erdgeschosslaube zerstört. Durch den etwa zwischen 1947 und 1958 erfolgten Wiederaufbau konnte der Prinzipalmarkt seinen Charakter als Ensemble in Form einer historischen Marktlage wahren. Zwar wurden viele Gebäude gegenüber dem Vorkriegszustand stark verändert, der Wiederaufbau erfolgte allerdings auf den alten Parzellen und unter Verwendung der ursprünglichen Materialien und Gestaltelemente. | um 1490, Wiederaufbau 1949/50               |                  |                 |
| Prinzipalmarkt 5                    | Prinzipalmarkt 5                              | Altstadt Prinzipalmarkt 5            | Bereits bei Kriegsende 1945 setzte eine breite Diskussion um den Wiederaufbau Münsters ein, insbesondere um die Gestaltung des Prinzipalmarkts als „gute Stube“ der Stadt. Unter Beibehaltung der Grundstückszuschnitte, die für die Maßstäbe des 20. Jahrhunderts eigentlich zu klein und beengt waren, wurden hier Fassaden errichtet, die sich in vereinfachter Form an der Gestalt ihrer Vorgängerbauten orientierten, also weder zeitgenössisch moderne Neubauten noch bloße Kopien, Replikate oder Rekonstruktionen. Da das giebellose Gebäude Prinzipalmarkt 5 von 1841 auch vor der Wiederaufbau-Diskussion häufig Kritik als disharmonischer Kontrast zur baulichen Umgebung und architektonischer Schandfleck erfahren hatte, erfolgte der Wiederaufbau 1950/1951 mit drei Giebeln, wie sie vor 1841 an der Baugruppe vorhanden waren. Der Mehraufwand dafür löste trotz des allgemeinen Konsenses zur Gestaltung des Prinzipalmarkts eine heftige Debatte im Rat der Stadt Münster aus, da die Stadt als Bauherrin des Hauses bei schlechter Finanzlage ein umfangreiches Bauprogramm im Rahmen des Wiederaufbaus der stark kriegszerstörten Stadt zu leisten hatte. Letztlich mutete die Stadt sich selbst damit aber nur einen Mehraufwand zu, den sie auch von allen anderen Bauherren am Prinzipalmarkt verlangte. Nach der Fertigstellung des Hauses 1951 zog die schon seit 1937 im Hause ansässige Firma Heinrich Petzhold ins Erdgeschoss ein. Die oberen Etagen nutzt die Stadt für Büroräume. | 1841, Wiederaufbau 1950                     |                  |                 |
| weitere Bilder                      | Stadtweinhaus                                 | Altstadt Prinzipalmarkt 8/9 Karte    | Historisches Rathaus – Stadtweinhaus Das Stadtweinhaus wurde in den Jahren 1615/16 durch Johann von Bocholt erbaut und ist das einzige noch erhaltene Nebengebäude. Es befindet sich nördlich vom eigentlichen Rathaus, nur durch eine schmale Gasse von ihm getrennt. Im ersten Obergeschoss befindet sich ein Übergang zwischen den beiden Gebäuden, der den Festsaal des Rathauses mit dem großen Saal des Stadtweinhauses verbindet. Es diente ursprünglich als Lagerhaus für den Wein der Stadt, der zuvor in den Kellern des Rathauses gelagert wurde. Ab dem Jahr 1843 wurde die Stadtwache in das Stadtweinhaus einquartiert. Sie befand sich zuvor seit der Niederlage der Stadt gegen Fürstbischof Christoph Bernhard von Galen im Jahre 1661 im Rathaus selbst. Ebenso war vor dem Haus die Stadtwaage aufgebaut, die in vielen anderen Rathäusern normalerweise innerhalb des Rathausgebäudes untergebracht war. An die Funktion als Lagerstätte für den Wein des Stadtrates erinnert eine Weinschenke im Erdgeschoss. Im Sommer ist die Weinprobe auch vor dem Gebäude möglich, wobei der Außenbereich mitunter weit in die Marktstraße des Prinzipalmarktes hineinreicht. Der große Saal, der sich hinter dem Balkon im Inneren des Gebäudes erstreckt, dient einerseits als Veranstaltungsort von Sitzungen des Stadtrates und andererseits als Festsaal. Sollten sich sowohl der Festsaal des Rathauses als auch des Stadtweinhauses als zu klein erweisen, so besteht über die Verbindung der beiden Räume die Möglichkeit auch große Festivitäten im historischen Ambiente abzuhalten. Der vorgelagerte Balkon dient unter anderem zur Begrüßung des alljährlich stattfindenden Rosenmontagszuges durch den Oberbürgermeister sowie anderen feierlichen und repräsentativen Anlässen. | 1615/16, Wiederaufbau 1956/57               |                  |                 |
| weitere Bilder                      | Historisches Rathaus                          | Altstadt Prinzipalmarkt 10           | Das Historische Rathaus am Prinzipalmarkt ist neben dem St.-Paulus-Dom eines der Wahrzeichen der Stadt. Bekanntheit erlangte Münsters Rathaus während der Verhandlungen zum Westfälischen Frieden in Münster und Osnabrück, der den Dreißigjährigen Krieg in Europa beendete. Zugleich ist es der Geburtsort der modernen Niederlande, da mit dem Frieden von Münster während des Kongresses am 15. Mai 1648 auch der 80-jährige Spanisch-Niederländische Krieg beendet wurde. Gleichzeitig mit den Niederlanden schied auch die Schweiz aus dem Heiligen Römischen Reich aus. Bis zur weitgehenden Zerstörung des ursprünglichen Bauwerkes im Zweiten Weltkrieg und erneut seit dem Wiederaufbau gilt es als eines der bedeutendsten profanen Baudenkmäler der Gotik. Am 15. April 2015 würdigte die Europäische Kommission die Schlüsselrolle des Westfälischen Friedens für das vereinte Europa, indem sie die Rathäuser in Münster und Osnabrück als „Stätten des Westfälischen Friedens“ mit dem Europäischen Kulturerbe-Siegel auszeichnete. | 1150–1200, Wiederaufbau 1950–1958           | 20. Juni 1988    | A 456           |
| weitere Bilder                      | Friedenssaal im Rathaus                       | Altstadt Prinzipalmarkt 10           | Die Ratskammer, seit dem 18. Jahrhundert auch als Friedenssaal bekannt, ist ein knapp 10 m × 15 m großer Saal, der rundherum in Holz im Stile der Renaissance getäfelt ist. Der Boden ist als Kontrast zum warmen Holz grau gefliest. Die Vertäfelungen an den Längsseiten des Saals, d. h. die Westwand sowie die östliche Fensterwand, entstanden im Jahre 1577, ersichtlich an einer Füllung an der Eingangstür zum Saal. |                                             |                  |                 |
| Geschäftshaus                       | Geschäftshaus                                 | Altstadt Prinzipalmarkt 11           | Geschäftshaus | um 1490, Wiederaufbau 1949/50 und 77        |                  |                 |
| weitere Bilder                      | Westfälische Nachrichten                      | Altstadt Prinzipalmarkt 13/14        | Geschäftshaus „Außenhaut“ | 1898                                        |                  |                 |
| weitere Bilder                      | Stadthausturm                                 | Altstadt Prinzipalmarkt 15           | Das Stadthaus und somit auch der Turm wurden in den Jahren von 1902 bis 1907 durch Alfred Hensen entworfen, nachdem die zuvor an derselben Stelle gelegene Löwenapotheke, Stadtlegge und der Stadtkeller abgetragen worden waren. Das Stadthaus selbst wurde im Zweiten Weltkrieg zerstört, der Turm jedoch überstand den Krieg nahezu unbeschädigt. | 1906/07                                     |                  |                 |
| Geschäftshaus                       | Geschäftshaus                                 | Altstadt Prinzipalmarkt 19           | Geschäftshaus (Haus Hochherz) | 1959/60                                     |                  |                 |
| weitere Bilder                      | Geschäftshaus                                 | Altstadt Prinzipalmarkt 20           | Geschäftshaus | 17. Jh., Wiederaufbau 1946–1951             |                  |                 |
| weitere Bilder                      | Geschäftshaus                                 | Altstadt Prinzipalmarkt 21/22        | Geschäftshaus | 1552, Wiederaufbau 1950                     |                  |                 |
| Geschäftshaus                       | Geschäftshaus                                 | Altstadt Prinzipalmarkt 23           | Geschäftshaus – nur Fassade | 1925                                        |                  |                 |
|                                     | Geschäftshaus                                 | Altstadt Prinzipalmarkt 24           | Geschäftshaus | 1845                                        |                  |                 |
| Geschäftshaus                       | Geschäftshaus                                 | Altstadt Prinzipalmarkt 25           | Geschäftshaus | 1908                                        |                  |                 |
| Geschäftshaus                       | Geschäftshaus                                 | Altstadt Prinzipalmarkt 29           | Geschäftshaus Prinzipalmarkt 29 (Oeding-Erdel) | 1595, Wiederaufbau 1951                     |                  |                 |
| Geschäftshaus                       | Geschäftshaus                                 | Altstadt Prinzipalmarkt 30/31        | Geschäftshaus (links im Bild) | Wiederaufbau 1949–1952                      |                  |                 |
| Geschäftshaus                       | Geschäftshaus                                 | Altstadt Prinzipalmarkt 32           | Geschäftshaus (mittig im Bild) | 1600/1605, Wiederaufbau ab 1946             |                  |                 |
| Geschäftshaus                       | Geschäftshaus                                 | Altstadt Prinzipalmarkt 34           | Geschäftshaus (Zumnorde), links im Bild | um 1605, Wiederaufbau ab 1946               |                  |                 |
| Gewölbekeller                       | Gewölbekeller                                 | Altstadt Prinzipalmarkt 35           | Gewölbekeller (Mittelalter, Gebäude erhaltenswert); Geschäftshaus |                                             |                  |                 |
| Geschäftshaus                       | Geschäftshaus                                 | Altstadt Prinzipalmarkt 40           | Geschäftshaus | um 1500, ersetzt 1894, Wiederaufbau 1949/50 |                  |                 |
| Geschäftshaus                       | Geschäftshaus                                 | Altstadt Prinzipalmarkt 43           | Geschäftshaus (Schnitzler) | 1603, Wiederaufbau 1951/52 und 57/58        |                  |                 |
| Geschäftshaus                       | Geschäftshaus                                 | Altstadt Prinzipalmarkt 44           | Geschäftshaus (Zumnorde Signora), rechts im Bild | 1608, Wiederaufbau 1950–1961                |                  |                 |
| Geschäftshaus                       | Geschäftshaus                                 | Altstadt Prinzipalmarkt 45/46        | Geschäftshaus | um 1650, Wiederaufbau 1950–1953             |                  |                 |
| Geschäftshaus                       | Geschäftshaus                                 | Altstadt Prinzipalmarkt 47           | Geschäftshaus | 1898                                        |                  |                 |
| Cafe Kleimann                       | Cafe Kleimann                                 | Altstadt Prinzipalmarkt 48           | Geschäftshaus (Cafe Kleimann) und Immunitätsmauer | 1627                                        |                  |                 |
| Denkmal Julius Otto Grimm           | Denkmal Julius Otto Grimm                     | Altstadt Promenade/Am Kreuztor Karte | Denkmal | 1905                                        |                  |                 |
| Denkmal Annette von Droste-Hülshoff | Denkmal Annette von Droste-Hülshoff           | Altstadt Promenade/Am Kreuztor Karte | Denkmal | 1896                                        |                  |                 |
| weitere Bilder                      | Promenade                                     | Altstadt Promenade                   | Die Promenade ist eine aus dem Befestigungsring um die Stadt entstandene Ringstraße mit begleitenden Fußwegen an den Seiten, die dem Fahrradverkehr vorbehalten ist. Sie zählt zu den bedeutendsten Sehenswürdigkeiten der Stadt, ist ca. 4500 m lang und umschließt die Altstadt. Mit einem geschlossenen, von Linden gesäumten grünen Ring trennt sie die Altstadt deutlich von den umliegenden Stadtteilen. Geschützt ist die Gesamtanlage mit Hörstertor, Mauritztor, Servatiitor, Engelenschanze, Aegidiitor, Kanonenberg und Kreuzschanze |                                             |                  |                 |

### Straßen mit R
| Bild                    | Bezeichnung             | Lage                             | Beschreibung                                                             | Bauzeit                          | Eingetragen seit | Denkmal- nummer |
| ----------------------- | ----------------------- | -------------------------------- | ------------------------------------------------------------------------ | -------------------------------- | ---------------- | --------------- |
| Wohn- und Geschäftshaus | Wohn- und Geschäftshaus | Altstadt Roggenmarkt 1 Karte     | Wohn- und Geschäftshaus                                                  | Kern 15. Jh., Fassade um 1540/50 |                  |                 |
| Wohn- und Geschäftshaus | Wohn- und Geschäftshaus | Altstadt Roggenmarkt 2 Karte     | Wohn- und Geschäftshaus                                                  | um 1490                          |                  |                 |
| Geschäftshaus           | Geschäftshaus           | Altstadt Roggenmarkt 3 Karte     | Geschäftshaus                                                            | um 1500, Wiederaufbau 1949/51    |                  |                 |
| Wohn- und Geschäftshaus | Wohn- und Geschäftshaus | Altstadt Roggenmarkt 4 Karte     | Wohn- und Geschäftshaus                                                  | 1520, 1794                       |                  |                 |
| Geschäftshaus           | Geschäftshaus           | Altstadt Roggenmarkt 5 Karte     | Geschäftshaus                                                            | 1480, Wiederaufbau 1957          |                  |                 |
| weitere Bilder          | Geschäftshaus           | Altstadt Roggenmarkt 11/12 Karte | Geschäftshaus                                                            | um 1565, Giebelergänzung 1980    |                  |                 |
| weitere Bilder          | Rosenhof                | Altstadt Rosenstraße 9 Karte     | Architektonisch einheitliche Eckbebauung Rosenstr. 9 bis Schlaunstr. 2/4 |                                  |                  |                 |
| weitere Bilder          | Wohn- und Geschäftshaus | Altstadt Rothenburg 3 Karte      | Wohn- und Geschäftshaus                                                  | 1889                             |                  |                 |
| weitere Bilder          | Wohn- und Geschäftshaus | Altstadt Rothenburg 12/13 Karte  | Wohn- und Geschäftshaus einschl. Weltzeituhr                             | um 1895/1905                     |                  |                 |
| weitere Bilder          | Wohn- und Geschäftshaus | Altstadt Rothenburg 14/16 Karte  | Wohn- und Geschäftshaus                                                  | 1912                             |                  |                 |
| weitere Bilder          | Wohn- und Geschäftshaus | Altstadt Rothenburg 44 Karte     | Wohn- und Geschäftshaus                                                  | 1583 und 1974/76                 |                  |                 |
| Wohn- und Geschäftshaus | Wohn- und Geschäftshaus | Altstadt Rothenburg 45 Karte     | Wohn- und Geschäftshaus / altes Bürgerhaus                               | um 1500                          |                  |                 |
| weitere Bilder          | Geschäftsdoppelhaus     | Altstadt Rothenburg 53/54 Karte  | Geschäftsdoppelhaus (nur Fassade)                                        | um 1910                          |                  |                 |

### Straßen mit S
| Bild                                           | Bezeichnung                                    | Lage                                        | Beschreibung | Bauzeit               | Eingetragen seit | Denkmal- nummer |
| ---------------------------------------------- | ---------------------------------------------- | ------------------------------------------- | --- | --------------------- | ---------------- | --------------- |
| weitere Bilder                                 | Lamberti-Kaplanei                              | Altstadt Salzstraße 1 Karte                 | Wohn- und Geschäftshaus | 1902/05               |                  |                 |
| Pelsterhaus                                    | Pelsterhaus                                    | Altstadt Salzstraße 3–4 Karte               | Nur hinterer Teil, in einen Kaufhausneubau einbezogen; siehe Alter Steinweg 48 | ca. 1924              |                  |                 |
| weitere Bilder                                 | Dominikanerkirche (Münster)                    | Altstadt Salzstraße 10 Karte                | Die Kirche war Teil einer Klosteranlage. Von der Klosteranlage selbst ist heute nur noch eine Wand erhalten, die an die Sandsteinfassade der Kirche angrenzt. Bernhard III. von Droste zu Hülshoff (1634–1700) förderte die Dominikanerkirche, indem er Gelände seines dortigen Stadthofes verkaufte. Die Kirche wurde in den Jahren 1708 bis 1725 nach Entwürfen des Architekten Lambert Friedrich Corfey erbaut. Nach der Ausstattung wurde sie 1728 konsekriert und dem Patrozinium des hl. Josef unterstellt. Sie diente bis zu Beginn des 19. Jahrhunderts als Konventskirche der Dominikaner. Im Zuge der Säkularisation wurde das Dominikanerkloster 1811 aufgehoben. Die Klosteranlage ging in staatlichen/städtischen Besitz über, die Kirche wurde von 1826 an für militärische Zwecke genutzt. 1880 erwarb die Stadt Münster die Kirche, die ab 1889 als Schulkirche für das städtische Realgymnasium genutzt wurde. Nach weitgehender Zerstörung während des Zweiten Weltkrieges zog sich der Wiederaufbau der Kirche bis zum Jahr 1974 hin. Mit der Wiedererrichtung der Kuppel konnte erst 1961 begonnen werden. Bis 2017 wurde die Kirche von der Katholisch-Theologischen Fakultät der Universität verwaltet und maßgeblich von der katholischen Universitätsgemeinde genutzt, die dort ihre sonntäglichen Gottesdienste feiert. Der Kirchbau besteht aus einem erhöhten Mittelschiff sowie Querhaus und zwei niedrigen Seitenschiffen. Mittelschiff und Querhaus sind 15,7 m hoch. Das Mittelschiff ist 33 m lang, die Kirche insgesamt, mit Chorraum, circa 42 m. Die barocke Kuppel über der Vierung ist innen rund (Durchmesser circa 9 m), außen achteckig. Sie ist circa 29 m hoch, mit der Kuppellaterne circa 34 m. Ebenso hoch sind die beiden Türme. Die Sandsteinfassade der Kirche ist zweigeschossig und mit zurückhaltend gliedernden Pilastern angelegt. Die Mittelachse wird von einem vorspringenden Ädikulaportal mit Säulen dorischer Ordnung beherrscht. In zwei Rundnischen seitlich des Portals befinden sich die Statuen der Ordenspatrone Dominikus und Thomas von Aquin. Im Zuge der Wiedererrichtung der Kirche nach dem Zweiten Weltkrieg wurde die Altarinsel in die Vierung unterhalb der Kuppel verlegt. Die ursprüngliche Chortrennwand wurde wiederhergestellt, ist allerdings durch eine Öffnung zur Kirche hin begehbar. Der Chorraum dient heute als Sakramentskapelle und beherbergt einen barocken Hochaltar (1699), der ursprünglich für die Gaukirche in Paderborn erbaut worden war und 1903 für die Dominikanerkirche erworben wurde. In der Kirche befindet sich unter anderem das Epitaph für den Architekten der Kirche, Lambert Friedrich Corfey, der 1733 in der Gruft unter der Dominikanerkirche beigesetzt wurde. Der Entwurf stammt von Johann Conrad Schlaun. | 1705–1725             |                  |                 |
| weitere Bilder                                 | Wohn- und Geschäftshaus                        | Altstadt Salzstraße 30 Karte                | Wohn- und Geschäftshaus | 1896                  |                  |                 |
| weitere Bilder                                 | Erbdrostenhof                                  | Altstadt Salzstraße 38 Karte                | Der Erbdrostenhof ist ein barockes Adelspalais, gelegen an der Salzstraße 38. Er wurde nach Plänen von Johann Conrad Schlaun für den Münsterschen Erbdrosten Adolf Heidenreich Freiherr Droste zu Vischering von 1753 bis 1757 erbaut. Bemerkenswert ist der dreiflügelige Bau durch seine hoch repräsentative Gestaltung auf sehr beengter Grundfläche. An der bildhauerischen Ausgestaltung war Johann Christoph Manskirch beteiligt. Die im Zweiten Weltkrieg zerstörten Fresken von Nikolaus Loder wurden 1965–1967 von Paul Reckendorfer rekonstruiert. Die Stadt Münster sowie der Landschaftsverband Westfalen-Lippe (LWL) haben den Erbdrostenhof bis 2057 gepachtet. | 1753–1757             |                  |                 |
| weitere Bilder                                 | Wohn- und Geschäftshaus                        | Altstadt Salzstraße 40/41 Karte             | Wohn- und Geschäftshaus | 1906                  |                  |                 |
| Wohn- und Geschäftshaus                        | Wohn- und Geschäftshaus                        | Altstadt Salzstraße 56 Karte                | Wohn- und Geschäftshaus | um 1903               |                  |                 |
| weitere Bilder                                 | Haus C. Niemer                                 | Altstadt Salzstraße 57 Karte                | Wohn- und Geschäftshaus |                       |                  |                 |
| Geschäftshaus                                  | Geschäftshaus                                  | Altstadt Salzstraße 60 Karte                | Geschäftshaus | 1910                  |                  |                 |
| weitere Bilder                                 | Wohn- und Geschäftshaus                        | Altstadt, Mitte Schlaunstraße 2/4 Karte     | Architektonisch einheitliches Eckgebäude Rosenstr. 9 / Schlaunstr. 2/4 | 1926/27               |                  |                 |
| weitere Bilder                                 | Observantenkirche                              | Altstadt, Mitte Schlaunstraße 3 Karte       | Der Kirchbau ist eine ehemalige Klosterkirche der Franziskaner-Observanten und wurde Ende des 17. Jahrhunderts erbaut. Das Barockportal wurde im Jahr 1700 vollendet. Ausgerichtet ist das Gebäude nicht in Ost-West-Richtung, sondern in Nord-Süd-Richtung Nach Auflösung des Klosters 1811/12 fiel das Gebäude in die Nutzung des preußischen Militärs. Es blieb bis 1819 geschlossen, dann entfernte man das Kirchenportal und die Heiligenstatuen. Turm und Sakristei riss man ab und zog in die Kirche eine Zwischendecke ein, das untere Stockwerk wurde als Pferdestallung genutzt, zu Beginn des 20. Jahrhunderts auch als Requisitenkammer des Theaters. Nach dem Zweiten Weltkrieg wurde die fast völlig zerstörte Kirche wiederaufgebaut. Sie ist innen schlicht gehalten. Auf eine Rekonstruktion der barocken Ausstattung wurde verzichtet. Seit 1961 dient sie als Evangelische Universitätskirche und als Konzertkirche der studentischen Chöre der evangelisch-theologischen Fakultät der Universität Münster. | 1687–1698             |                  |                 |
| Wohn- und Geschäftshaus                        | Wohn- und Geschäftshaus                        | Altstadt, Mitte Schlaunstraße 8 Karte       | Wohn- und Geschäftshaus. Restaurant Fischbrathalle. | 1926/27               |                  |                 |
| weitere Bilder                                 | St. Servatii                                   | Altstadt, Mitte Servatiikirchplatz 1 Karte  | St. Servatii ist die kleinste der sechs Pfarrkirchen des mittelalterlichen Münsters und vereinigt Stilelemente der Spätromanik und der Frühgotik. Gestiftet wurde sie von den Kaufleuten der Stadt und um 1225/50 als Pfarrkirche erbaut. Der Chor stammt aus der Zeit um 1500. Der im Grundriss noch romanisch geprägte Raum mit je zwei Gewölbefeldern zu Seiten der beiden mittleren Joche zeigt im Aufbau den Übergang zu Gotik. Die in der Höhe gestufte Halle mit dem Wechsel von Pfeilern und Säulen zählt als eine der schönsten Kirchen der Stadt zu einer Sonderform der frühen westfälischen Hallenkirche. Im Inneren des Gebäudes steht ein Flügelaltar aus der Zeit um 1500. Im Vergleich zu den umgebenden Gebäuden wirkt die Kirche leicht eingesunken, da sie im Gegensatz zu den anderen Gebäuden noch auf dem alten, mittelalterlichen Bodenniveau steht. Seit 1932 dient St. Servatii als Ort der Anbetung der Eucharistie. | 2. Viertel 13. Jh.    |                  |                 |
| weitere Bilder                                 | Niesingkloster                                 | Altstadt, Mitte Servatiikirchplatz 5 Karte  | Niesingkloster | 18. Jh., tlw. 16. Jh. |                  |                 |
| Hochhaus Vereinigte Lebensversicherungsanstalt | Hochhaus Vereinigte Lebensversicherungsanstalt | Servatiiplatz 7/9 Karte                     | Hochhaus mit Verkaufspavillon |                       |                  |                 |
| weitere Bilder                                 | Kiepenkerldenkmal                              | Altstadt, Mitte Spiekerhof Karte            | Der Verschönerungsverein der Stadt Münster beauftragte den Bildhauer August Schmiemann zur Schaffung eines Kiepenkerl-Denkmals. Für den Betrag von 2960 Mark schuf er eine 1,75 m große Statue aus Baumberger Sandstein, die am 16. Oktober 1896 feierlich eingeweiht wurde. Das Denkmal überstand die Bombenangriffe am 10. Oktober 1943 auf die Stadt. Daher nutzte die nationalsozialistische Propaganda das Denkmal 1944 als Vorlage für ein Propagandaplakat mit der Aufschrift „Trotzdem und dennoch – Wi staoht fast!“. Beim Einmarsch der US-Amerikaner wurde die Statue durch einen Panzer zerstört. Die Niederdeutsche Bühne Münster in Münster initiierte unmittelbar nach Kriegsende einen Wettbewerb zur Neuerrichtung. Die Neuentwürfe fanden keine Zustimmung beim Bürgermeister Karl Zuhorn. Auf eine Anfrage des Bildhauers Albert Mazzotti junior hin beauftragte ihn die Stadtverwaltung mit seinem Kollegen Heinrich Ostlinnig mit der Neuschaffung. Die Statue besteht aus Eisenguss. Anlässlich des 20. Deutschen Bauerntages wurde die Statue am 20. September 1953 durch Bundespräsident Theodor Heuss eingeweiht. |                       |                  |                 |
| weitere Bilder                                 | Wohn- und Geschäftshaus                        | Altstadt, Mitte Spiekerhof 34 Karte         | Wohn- und Geschäftshaus | um 1830               |                  |                 |
| weitere Bilder                                 | Wohn- und Geschäftshaus                        | Altstadt, Mitte Spiekerhof 37 Karte         | Wohn- und Geschäftshaus | 1911                  |                  |                 |
| weitere Bilder                                 | Ehemalige Dombäckerei                          | Altstadt, Mitte Spiekerhof 44 Karte         | Wohn- und Geschäftshaus | 1906                  |                  |                 |
| weitere Bilder                                 | Gadem                                          | Altstadt, Mitte Stiftsherrenstraße 4 Karte  | Gadem |                       |                  |                 |
| weitere Bilder                                 | Gadem                                          | Altstadt, Mitte Stiftsherrenstraße 5 Karte  | Gadem |                       |                  |                 |
| weitere Bilder                                 | Martiniheim                                    | Altstadt, Mitte Stiftsherrenstraße 23 Karte | Ehemalige Kaplanei | Mitte 19. Jh.         |                  |                 |
| weitere Bilder                                 | Martinischule                                  | Altstadt, Mitte Stiftsherrenstraße 40 Karte | Fassade des Gebäudes | 1904/05               |                  |                 |

### Straßen mit U
| Bild                              | Bezeichnung                       | Lage                                    | Beschreibung | Bauzeit            | Eingetragen seit | Denkmal- nummer |
| --------------------------------- | --------------------------------- | --------------------------------------- | --- | ------------------ | ---------------- | --------------- |
| weitere Bilder                    | Overbergdenkmal                   | Altstadt Überwasserkirchplatz Karte     | An der Südseite des Kirchplatzes steht das Denkmal von Bernhard Overberg (1754–1826). Overberg war ab 1809 Regens des hier benachbarten Priesterseminars und Dechant der Überwasserkirche. Sein Grab befindet sich in dieser Kirche. Bekannt wurde Overberg durch die für ihre Zeit musterhafte „Allgemeine Schulverordnung für das Münsterland“ vom 3. September 1801. In ihr empfahl er Unterrichtsgespräche statt reinem Auswendiglernen. Ab 1789 war Overberg Seelsorger von Amalie von Gallitzin bis zu ihrem Tod 1806. | 1897               |                  |                 |
| weitere Bilder                    | Liudgerhaus                       | Altstadt Überwasserkirchplatz 3 Karte   | Das Liudgerhaus (rechts im Bild) ist der alte Gebäudeteil des Komplexes der Diözesanbibliothek Münster. | 1866–1869 und 1886 |                  |                 |
| weitere Bilder                    | Überwasserkirche                  | Altstadt Überwasserkirchplatz 4 Karte   | Die Überwasserkirche, auch Liebfrauenkirche oder Liebfrauen-Überwasser genannt, ist eine gotische Hallenkirche. Ihr Name leitet sich von „Über dem Wasser“ ab, da sie westlich des St.-Paulus-Doms auf der gegenüberliegenden Seite der Aa liegt. Die Gründung des Kanonissenstifts geht auf den münsterschen Bischof Hermann I. zurück. Das mit der Überwasserkirche verbundene Stift diente als Bildungs- und Versorgungsstätte aristokratischer Frauen, die Äbtissin musste bis 1460 hochadeliger Herkunft sein. Die jetzige Kirche wurde seit dem Jahr 1340 errichtet, belegt durch eine Inschrift über dem Westportal. Die Bauzeit des Turms zog sich von 1363 bis wahrscheinlich zum Beginn des 15. Jahrhunderts hin. In der Überwasserkirche befanden sich Grabstätten u. a. des Adelsgeschlechts Droste zu Hülshoff und des Barockbaumeisters Johann Conrad Schlaun, deren genaue Orte nicht bekannt sind. Seit dem 9. März 2014 ist die Überwasserkirche die Pfarrkirche der aus den Pfarrgemeinden St. Theresia, Sentruper Höhe, St. Sebastian, Nienberge und Liebfrauen-Überwasser (mit St. Michael, Gievenbeck) neu entstandenen Kirchengemeinde Liebfrauen-Überwasser im Münsteraner Westen. | 14. Jh.            |                  |                 |
| Evangelisch-Theologische Fakultät | Evangelisch-Theologische Fakultät | Altstadt Universitätsstraße 13–17 Karte | Gebäude der Evangelisch-Theologischen Fakultät |                    |                  |                 |
| weitere Bilder                    | Juridicum                         | Altstadt Universitätsstraße 14/16 Karte | Gebäude der Rechtswissenschaftlichen Fakultät (Juridicum) |                    |                  |                 |

### Straßen mit W
| Bild           | Bezeichnung                      | Lage                            | Beschreibung | Bauzeit | Eingetragen seit | Denkmal- nummer |
| -------------- | -------------------------------- | ------------------------------- | --- | ------- | ---------------- | --------------- |
| weitere Bilder | Nepomuk-Denkmal                  | Weseler Straße/Aegidiitor Karte | Denkmal/Figurengruppe auf Sockel | 1735    |                  |                 |
| weitere Bilder | Ehemaliger großer Galenscher Hof | Wilmergasse 1–4 Karte           | Institutsgebäude Uni/Nebengebäude | 1767    |                  |                 |
| weitere Bilder | Raphaelsklinik                   | Windthorststraße 36 Karte       | Nur der Mitteltrakt (auf dem Foto der Bereich mit den grünen Kupferplatten im Hintergrund), jetzt unter Loerstraße 23 Die Raphaelsklinik wurde am 10. Juli 1908 unter der Trägerschaft der Clemensschwestern in unmittelbarer Nähe ihres Mutterhauses, dem Clemenskloster eröffnet. Sie besaßen zu jener Zeit bereits etwa 100 Jahre Erfahrung in der Krankenpflege, arbeiteten jedoch unter fremder Regie in unterschiedlichen Einrichtungen. Mit der Gründung der Klinik konnten sie somit erstmals ihr Wissen in einem eigenen Krankenhaus anwenden. In den Jahren von 1928 bis 1930 fand eine Erweiterung der Raphaelsklinik statt. Der erste Spatenstich fand am 3. Dezember 1928, die Grundsteinlegung am 26. März 1929 statt. Zu diesem Neubau gehört auch das erste Hochhaus von Münster an der Windthorststraße, die damals noch Hagedornstraße hieß. | 1929–30 |                  |                 |